# PSI-20
El PSI-20 es el principal índice de la Bolsa de Lisboa, controlada por la sociedad europea de mercados bursátiles Euronext. Este índice está formado por las mayores empresas portuguesas del mercado de capitales.
PSI es el acrónimo de Portuguese Stock Index.

## Composición
El índice PSI-20 según la revisión de 2 de marzo de 2011, que vio la sustitución de la empresa papelera Inapa por el Grupo Financiero Banif:
| Compañía                        | ICB Sector                      | Símbolo        | Peso en el índice (%)1 |
| ------------------------------- | ------------------------------- | -------------- | ---------------------- |
| Altri                           | Industria diversificada         | Euronext: ALTR | 0.95                   |
| Banco Comercial Portugués       | Banca                           | Euronext: BCP  | 9.72                   |
| Banco Portugués de Investimento | Banca                           | Euronext: BPI  | 1.81                   |
| Grupo Financiero Banif          | Banca                           | Euronext: BNF  | 0.64                   |
| Correios de Portugal            | Servicios postales              | Euronext: CTT  | 4.47                   |
| EDP Renovables                  | Energías renovables             | Euronext: EDPR | 4.84                   |
| Energías de Portugal            | Electricidad                    | Euronext: EDP  | 15.01                  |
| Galp Energía                    | Petróleo y gas                  | Euronext: GALP | 15.19                  |
| Impresa                         | Radiodifusión y entretenimiento | Euronext: IPR  | 0.54                   |
| Jerónimo Martins                | Alimentación al por menor       | Euronext: JMT  | 10.87                  |
| Mota-Engil                      | Construcción                    | Euronext: EGL  | 0.50                   |
| NOS                             | Radiodifusión y entretenimiento | Euronext: NOS  | 2.93                   |
| PHarol                          |                                 |                |                        |
| Portucel                        | Papelera                        | Euronext: PTI  | 2.11                   |
| Redes Energéticas Nacionais     | Electricidad                    | Euronext: RENE | 1.29                   |
| Semapa                          | Materiales de construcción      | Euronext: SEM  | 1.82                   |
| Sonae                           | Alimentación al por menor       | Euronext: SON  | 2.85                   |
| Teixeira Duarte                 | Construcción                    | Euronext: TDSA | 0.50                   |